# Boeing X-53 Active Aeroelastic Wing
Chương trình phát triển X-53 Active Aeroelastic Wing (AAW) là một dự án nghiên cứu. Dự án này do Phòng thí nghiệm nghiên cứu không quân (AFRL), Boeing Phantom Works và Trung tâm nghiên cứu bay Dryden của NASA hợp tác thực hiện, công nghệ nghiên cứu được thử nghiệm trên một chiếc McDonnell Douglas F/A-18 Hornet hoán cải.

## Tính năng kỹ chiến thuật
Đặc tính tổng quát
- Kíp lái: 1
- Sải cánh: 38 ft 5 in (11,71 m)
- Chiều cao: 15 ft 3 in (4,65 m)
- Trọng lượng cất cánh tối đa: 39.000 lb (17.690 kg)
- Động cơ: 2 × General Electric F404-GE-400 kiểu turbofan, 16,000 lbf (0,07117 kN) thrust mỗi chiếc

Hiệu suất bay
- Vận tốc cực đại: 1.032 kn; 1.912 km/h (1.188 mph)
- Trần bay: 50.000 ft (15.000 m)